# 金星3號
金星3號（俄语： Венера-3）是苏联第一台成功著落金星的探測器。探測器包括一台無線電通訊系統、一部分科學儀器、電力來源機組。還有一隻被包覆的機械手臂以及金星3號計畫的紀念星章。雖然最後成功登陸，但通訊系統在可以傳回任何數據之前已經失效。

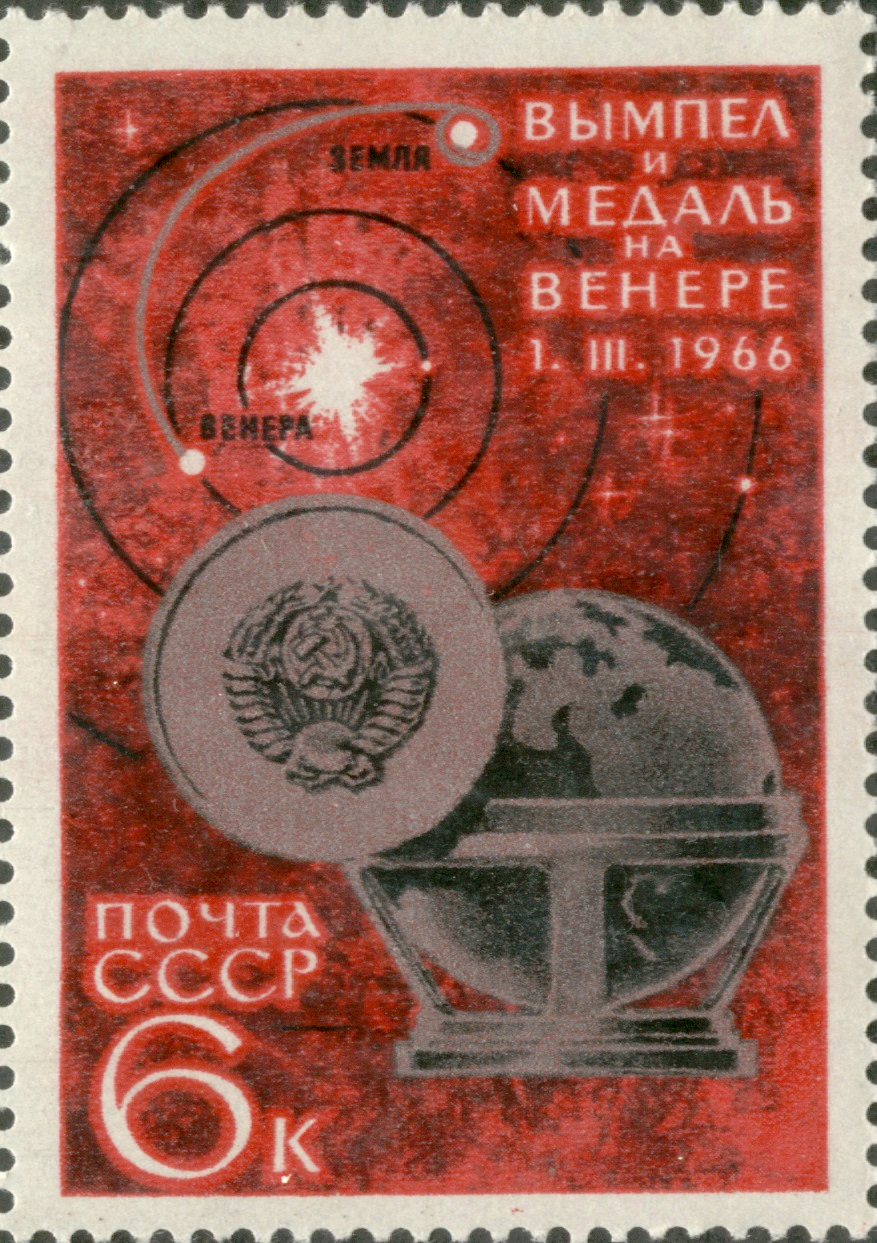
1966年蘇聯的金星3號紀念郵票。